# 南海ビルディング
南海ビルディング（なんかいビルディング）は、大阪市中央区難波にあるターミナルビル。

## 概要
大阪市街の南玄関である南海電気鉄道難波駅に併設されたターミナルビル（駅ビル）で、大阪市のメインストリートである御堂筋の南端に位置する。乳白色のタイルによるコリント様式の近代建築。久野節（久野建築事務所）の設計、大林組の施工で、1932年に竣工した。
主テナントの髙島屋大阪店は同社の登記上の本店である。開業時は南海鉄道との提携で「南海タカシマヤ」と呼称し、日本の百貨店では初めて冷暖房を完備していた。1972年から1980年にかけて行われた改装工事により駅舎は南側に移動し、現在は百貨店のみとなっている。この改装時に伊藤継郎により描かれた「南海沿線のまつり」をモチーフとしたモザイク壁画が正面の庇の下にあしらわれている。
2010年7月23日に地域のシンボル的存在として大阪市都市景観資源に登録され、2011年1月26日には国の登録有形文化財に登録された。また、2012年には生きた建築ミュージアム・大阪セレクションに選定された。

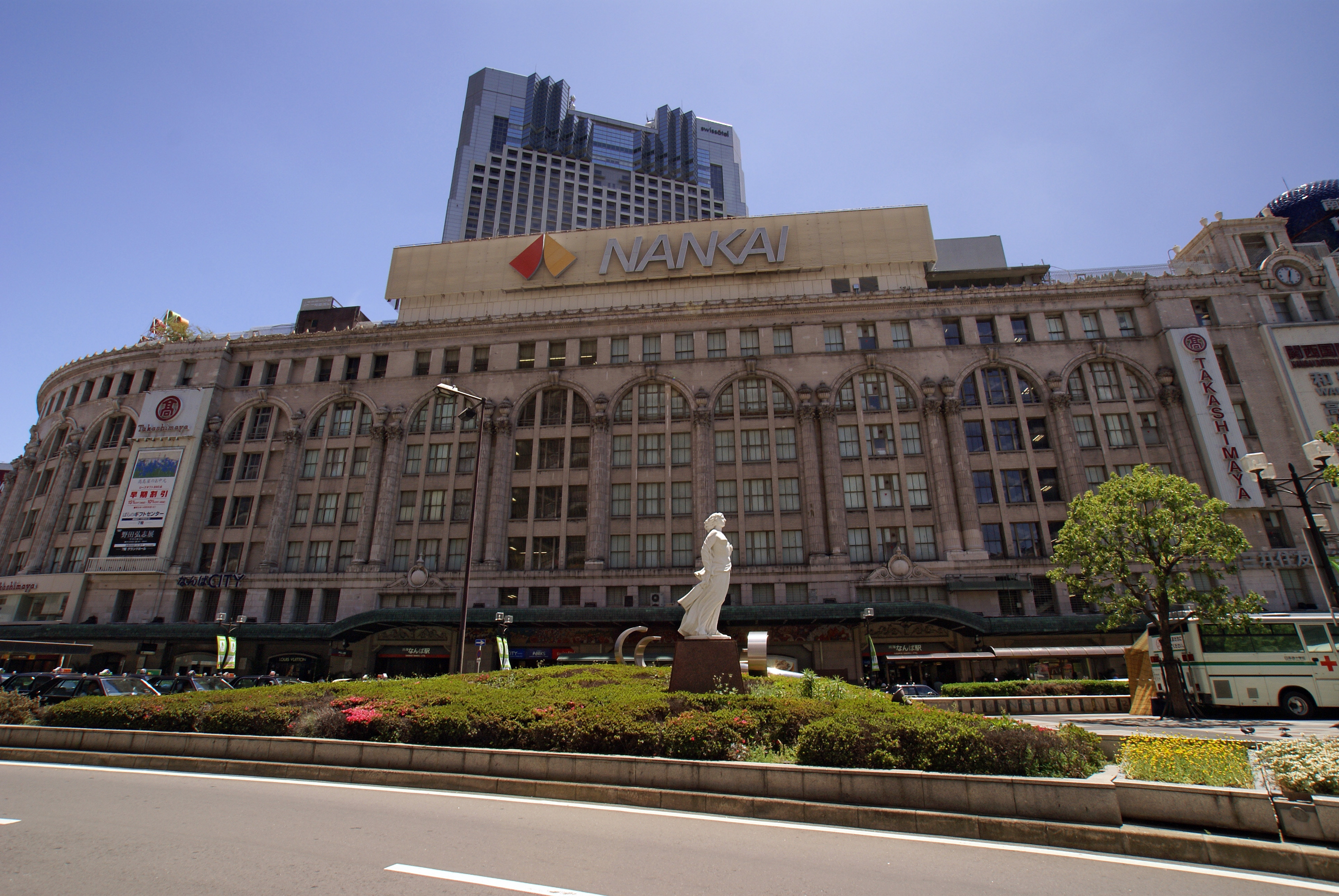
美装化前の南海ビルディング
（2007年5月28日撮影）

## 歴史

### 再生計画
2007年5月14日に、南海電鉄は難波駅周辺の再生計画を発表し、10月から同駅の改良工事を実施してきた。同時に、高島屋では既存ビルの東側、なんさん通りに面して建っている同社の事務施設5棟を取り壊し、TE館を増築し（約22,000m2）、既存の本館と一体となった「新本館」として再構築した（増床後78,000m2）。
当ビルにおいても、外装タイルの補修、高島屋・なんばCITY・なんばパークスに接続する通路の新設・移設、耐震補強などの工事が行われ、2009年9月17日には外装リニューアルが完成した。工事中の仮囲いには南海の全駅名が書かれたユニークなものが用いられた。
当ビルと南海電鉄難波駅の間の空間には、1978年に三菱重工業により製造されたN-Iロケットと同型の原寸大模型が置かれ、「ロケット広場」として長年親しまれていたが、2007年8月10日から23日にかけてロケットを撤去（「発射」と呼んでいる）して再整備を行い、室内吹抜空間全体を「なんばガレリア」、旧「ロケット広場」を「ガレリアコート」として、2009年10月16日にオープンした。ビル上部の駅本屋側には、駅の開業（1885年）、南海ビルディングの竣工（1932年）、リニューアル工事（2009年）の記録が刻まれている。
2010年3月2日の高島屋増床第1期開業時には、隣接するなんばパークスもリニューアルを行った。同年9月1日に改装第2期部分が開業した。2011年3月3日に高島屋が全館グランドオープンし、4月下旬に高架下のなんばCITYもリニューアルオープンした。

### 年表
- 1929年（昭和4年）6月19日 - 起工[1]。
- 1932年（昭和7年）
  - 7月9日 - 竣工[1]。当時の所在地表記は大阪市南区難波新地6番町[8]。
  - 7月15日 - 南海タカシマヤ（高島屋大阪店）が開業。
- 1937年（昭和12年）11月1日 - 天下茶屋駅まで高架化。難波駅高架ホーム使用開始。
- 1938年（昭和13年）9月10日 - 天下茶屋駅までの高架複々線完成。
- 1944年（昭和19年）6月1日 - 会社合併により近畿日本鉄道の駅となる。
- 1947年（昭和23年）6月1日 - 高野山電気鉄道への路線譲渡により、南海電気鉄道の駅となる。
- 1980年（昭和55年）11月21日 - 駅改良工事により起点を0.2km今宮戎駅寄りに変更。23日、改良工事完成。
- 2003年（平成15年）11月7日 - なんばパークス第1期開業により中央口を一部改装。
- 2010年（平成22年）
  - 3月2日 - 新本館の増床部分を含めた第1期分が先行開業。
  - 9月1日 - 改装第2期部分が開業。
- 2011年（平成23年）3月3日 - 増床・リニューアル工事完了、全館開業。

## フロアマップ
2010年7月現在
- 9F - 7F レストラン「なんばダイニングメゾン」
- 7F - BF 髙島屋大阪店
  - 3F 南海電鉄難波駅連絡通路
  - 1F・5F スイスホテル南海大阪連絡通路

## ビル賃料をめぐる訴訟
ビルの所有者である南海電気鉄道と、テナントの高島屋との間で、ビルの賃料をめぐり訴訟となっている。賃料は両社間で2年毎に見直すことになっているが、南海側は、周辺地価の上昇と、インバウンドによる需要増を背景に、高島屋に対し賃料の値上げを求め続けているのに対し、高島屋側は、新型コロナウイルス感染症の感染拡大によって業績が悪化しているとして、2022年7月に大阪地方裁判所に値下げを求め提訴。提訴に対し南海側は「業績は回復傾向である」と主張しており、両社の主張は平行線をたどっている。